# 聖基茨和尼維斯簽證政策
外國公民入境 圣基茨和尼维斯前必須取得签证，除101個享有豁免簽證資格的國家的公民外。

## 分布地圖

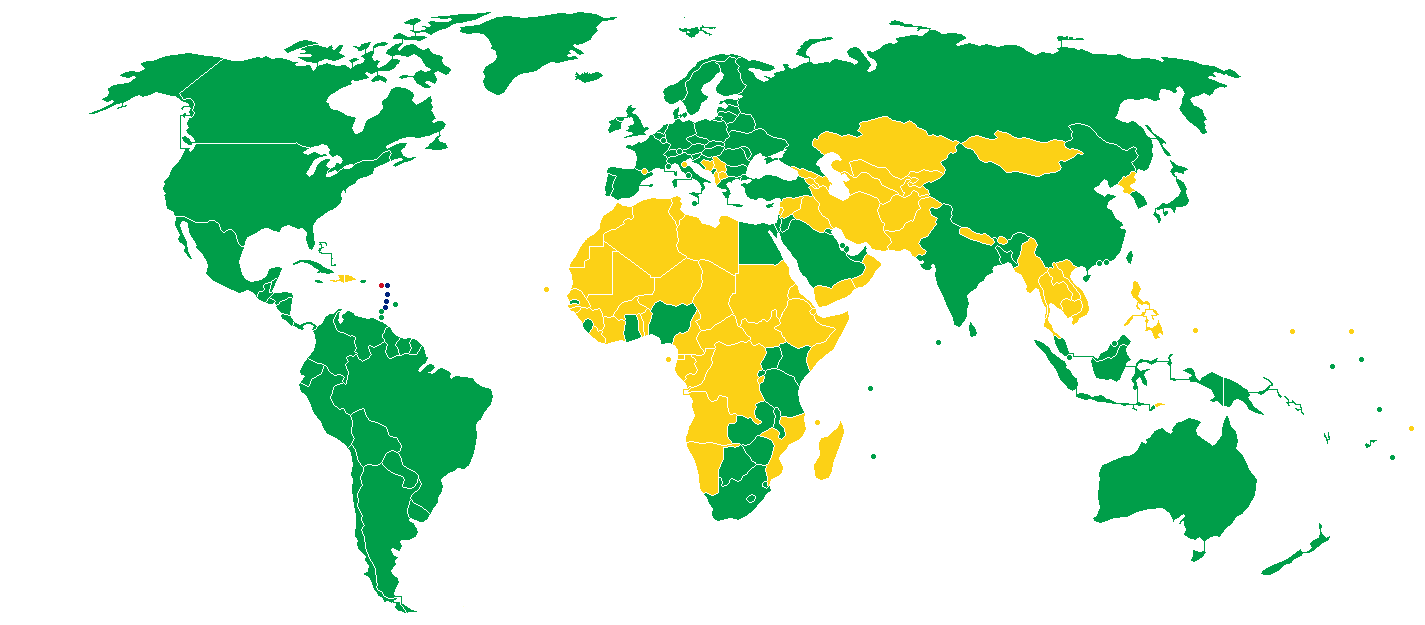
聖基茨和尼維斯簽證政策
聖基茨和尼維斯
无限制通行
免簽證
電子簽證

## 免簽證
自由進出停留
| - 安地卡及巴布達 - 多米尼克 - 格瑞那達 - 圣卢西亚 |

以下國家和地區的公民可以免簽證入境聖基茨和尼維斯最長3個月（除非另有說明）：
| - 欧盟公民1 - 阿根廷 - 巴哈马2 - 巴林 - 2 - 白俄羅斯3 - 2 - 玻利维亚 - 巴西 - 加拿大2 - 智利 - 中华人民共和国 - 哥伦比亚 - 古巴4 - 埃及 - 薩爾瓦多 - 斐济 - 2 - 香港 - 冰島 | - 印度 - 印度尼西亞3 - 以色列 - 牙买加2 - 日本 - 约旦 - 基里巴斯 - 科威特 - 沙烏地阿拉伯 - 科威特 - 賴索托 - 列支敦斯登 - 澳門3 - 马拉维 - 马来西亚 - 馬爾地夫 - 馬爾他 - 模里西斯 - 墨西哥 - 摩尔多瓦 - 摩納哥 - 瑙鲁 - 新西兰 - 尼加拉瓜 - 奈及利亞 - 挪威 - 巴拿马 - 巴拉圭 | - 秘魯 - 俄羅斯 - 卢旺达 - 沙烏地阿拉伯 - 塞舌尔 - 新加坡 - 所罗门群岛 - 南非 - 斯里蘭卡 - 苏里南2 - 瑞士 - 臺灣 - 坦桑尼亚 - 千里達及托巴哥2 - 土耳其 - 乌干达 - 乌克兰 - 阿联酋 - 美国2 - 乌拉圭 - 梵蒂冈 - 委內瑞拉 - 尚比亞 - 辛巴威 |  |

1 — 蒙特塞拉特的BOTC護照最長可停留6個月，其他類別的英國護照則最長可停留3個月。

2 — 6個月

3 — 1個月

4 — 27天
此外，聖基茨和尼維斯外交部沒有在官網列出以下國家需要簽證：
| - 阿尔巴尼亚 - 海地 - 摩洛哥 | - 阿曼 - 圣马力诺 - 塞爾維亞 - 多哥 |  |

持 海地的外交或公務護照和因公普通護照最多可免簽證停留6個月。

已於2019年2月1日與 圣马力诺簽署免簽證協議， 多哥於2019年3月24日,  阿尔巴尼亚於2019年5月14日， 於2019年7月15日， 马绍尔群岛於2019年10月29日， ，尚未批准。

## 电子签证
需要提前申请签证的国家的公民可以申请电子签证。在入境时需要向圣移民部门支付100美元，最多可停留30天。

## 连接
- 电子签证申请 （页面存档备份，存于）